# أمل عبده الزعبي
أمل عبده إرشيد الزّعبي، أديبة أردنية، مواليد مدينة الزرقاء في الأردن بتاريخ 20 آذار 1968. حصلت أمل على شهادة البكالوريوس في اللغة العربية من جامعة نيالا في السودان عام 2003.
عملت معلمة في وزارة التربية والتعليم ومحررة في مجلة صفاء للأطفال. وهي عضو رابطة الأدب الإسلامي واتحاد الكتاب والأدباء الأردنيين وعضو في جميعة الأدباء الإلكترونيين في الأردن، وعضو مشارك في رابطة الكتاب الأردنيين.

## مؤلفاتها
بدأت أمل الكتابة منذ نعومة أظفارها، حين كانت طالبة في المرحلة الابتدائية، حيث كانت تكتب
كلمات الاحتفالات المدرسية الخاصة بالمناسبات الوطنية والدينية. لها العديد من قصص الأطفال المطبوعة ومسرحيات الأطفال التي نشر بعضها ولا يزال البعض الآخر قيد التنفيذ. أما إصداراتها الروائية فتشمل:
- رواية دموع الصمت، رواية اجتماعية، دار الخليج للنشر والتوزيع، 2014.
- رواية حلم قبل الغروب، رواية اجتماعية سياسية، دار الخليج للنشر والتوزيع/ دار الإسراء للنشر،2008/ 20011.
- صُور، مجموعة قصصية، دار آمنة للنشر والتوزيع، 2006، 2009، 2013، 2016.
- المعجم الحاوي للأسماء العربية، معجم أسماء عربية، دار الإسراء للنشر والتوزيع، 2011.
- ديوان أشواق عابرة، ديوان شعر، الخليج للنشر والتوزيع، 2014.
- كيف تكتب التعبير، تعليمي، دار يافا العلمية للنشر والتوزيع/ الخليج للنشر والتوزيع، 2014/ 2014.
- طعم الحلال أحلى/ سلسلة لارا التعليمية للأطفال، دار آمنة للنشر والتوزيع، 2011.
- في التعاون محبة، سلسلة لارا التعليمية، دار آمنة للنشر والتوزيع، 2015.
- عذراً كوفيد 19 عائدون بلا أرواح، رواية صدرت عن دار شهرزاد للنشر والتوزيع، عام 2020. توثّق هذه الرواية الأحداث التي رافقت جائحة كورونا في الأردن من سجلات طبية وتواريخ وأعداد للمصابين وما إلى ذلك.[2]
- أسماؤنا كنوز من القران الكريم، كتاب صدر عن دار يافا للنشر والتوزيع عام 2021، ويتناول الأسماء التي وردت في القران الكريم.[3]

## الجوائز والأوسمة
حصلت أمل الزعبي على جائزة القدس المقدمة من اتحاد الكتاب الأردنيين عام 2016، وجائزة مهرجان الشارقة القرائي للطفل من وزارة الثقافة في الشارقة عام 2012. كرّمتها وزارة التربية والتعلم بإدراج وحدة دراسية من مؤلفاتها في المناهج عام 2007 وكرّمتها وزارة الأوقات والشؤون والمقدسات الإسلامية عام 2016 عن ماقلة «التحالف بين الأديان». حصلت على جائزة مبدعات أردنيات من الاتحاد العالمي للإغاثة بالتعاون مع اتحاد الكتاب الأردنيين ووزارة الثقافة عام 2015